# La Pietat (la Morera de Montsant)
La Pietat és un edifici del municipi de la Morera de Montsant (Priorat) que forma part de l'Inventari del Patrimoni Arquitectònic de Catalunya.

## Descripció
És una casa de dos pisos amb finestres i un balcó emmarcat amb pedra a la façana principal. Als baixos hi ha una profunda entrada al fons de la qual es troba una font que raja permanentment. Pel que fa als materials, la casa està feta amb pedra, maó i arrebossat. La coberta és a dues aigües. A l'exterior dos pedrissos serveixen de banc.
A la part superior hi ha una bassa de construcció posterior i, una mica apartades les restes d'una entrada feta d'obra. L'interior està compost per diferents cambres, en general en mal estat de conservació. Als baixos hi havia anteriorment un estable i una gran sala amb una llar de foc.

## Història
L'edificació fou promoguda pel Bisbe d'Urgell, monjo i prior del monestir. En un inici la capella complia la finalitat de servir de casa de repòs i oratori als prelats catalans. A l'oratori hi havia una imatge de la Pietat que va ser l'origen del nom que va rebre el conjunt. Sembla que fou convertida en granja i ermita i que amb la desamortització va passar a ser propietat privada. Actualment es troba abandonada.